# (20100) 1994 XM
(20100) 1994 XM est un astéroïde de la ceinture principale d'astéroïdes découvert en 1994.

## Description
(20100) 1994 XM a été découvert le 4 décembre 1994 à l'observatoire astronomique d'Ōizumi, situé à Ōizumi, dans la préfecture de Gunma, au Japon, par Takao Kobayashi.

### Caractéristiques orbitales
L'orbite de cet astéroïde est caractérisée par un demi-grand axe de 3,13 UA, un périhélie de 2,59 UA, une excentricité de 0,17 et une inclinaison de 1,23° par rapport à l'écliptique. Du fait de ces caractéristiques, à savoir un demi-grand axe compris entre 2 et 3,2 UA et un périhélie supérieur à 1,666 UA, il est classé, selon la JPL Small-Body Database, comme objet de la ceinture principale d'astéroïdes.

### Caractéristiques physiques
(20100) 1994 XM a une magnitude absolue (H) de 14,1 et un albédo estimé à 0,023.